# Cordillera Cantabrică

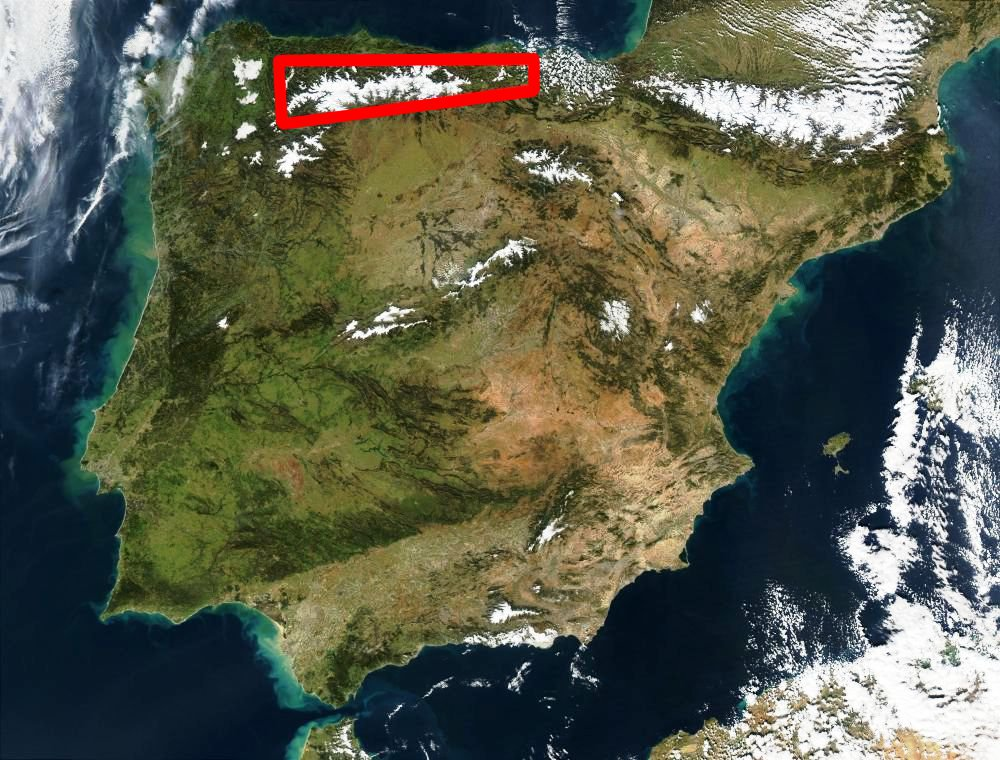
Cordillera Cantabrică

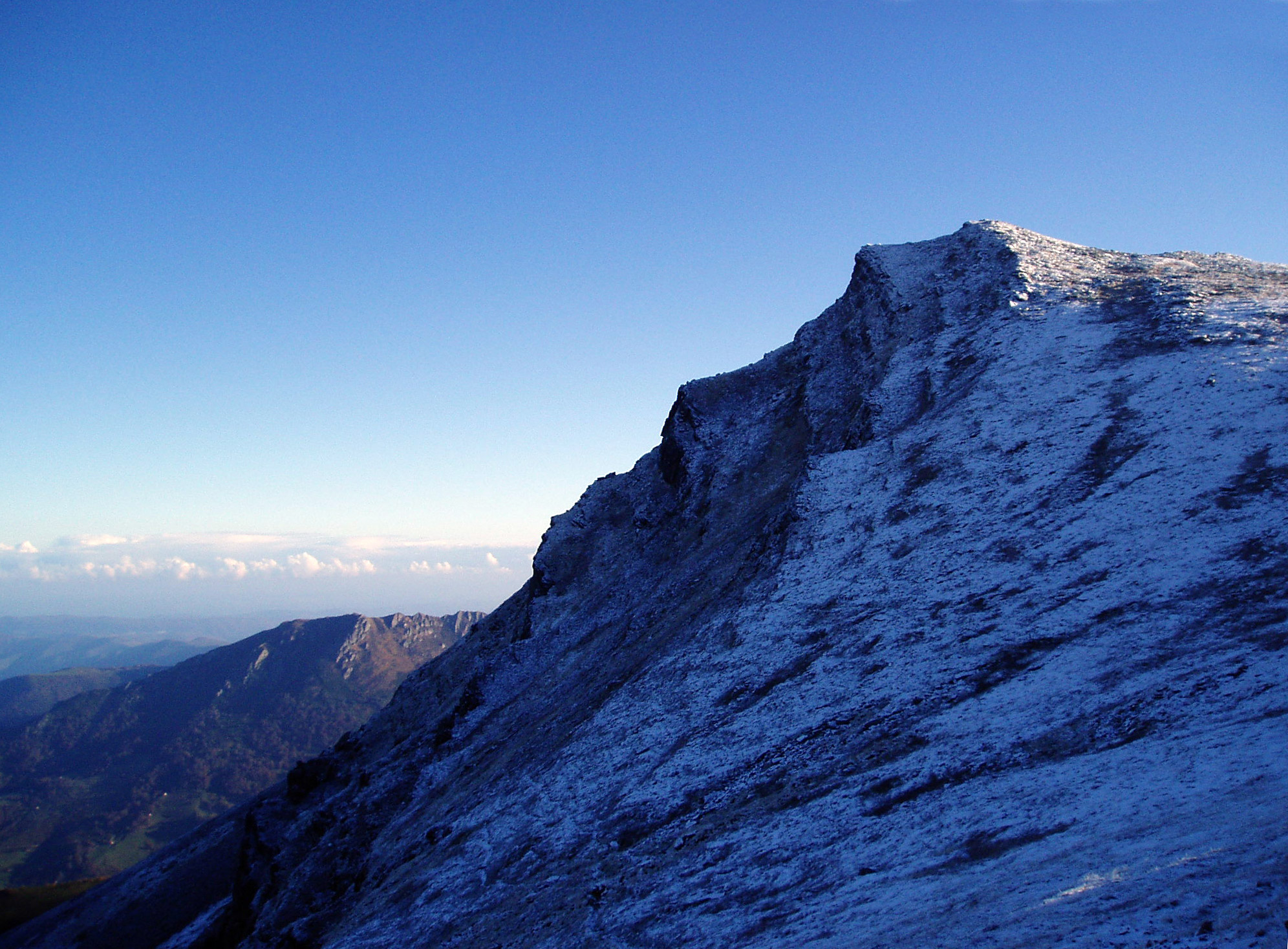
Pico Tres Mare (2,150 m)

Cordillera Cantabrică (în spaniolă Cordillera Cantábrica, de asemenea Munții Cantabrici) sunt un lanț muntos, care sunt prelungirea spre vest a Pirineilor. Munții sunt situați în Spania de Nord întinzându-se pe o lungime de 480 km, prin regiunile autonome Navarra, Țara Bascilor, Cantabria, Castilia, León, Asturia și ajung până în Galiția. Din punct de vedere geologic au aceeași origine ca Pirineii, deși sunt clasificați ca o formațiune separată.

## Descriere
Vârfurile cele mai înalte se află în centrul lanțului muntos, reprezentați prin muntele Picos de Europa cu vârful cel mai important Torre de Cerredo ( 2.648 m).
Cordillera Cantábrica, fac o barieră delimitând clima umedă maritimă din nord, caracterizat prin regiuni verzi (España Verde), de clima continentală aridă din sud de pe podișul Castiliei (Meseta).
Munții sunt bogați în minereuri, de fier, mangan, zinc, plumb, cărbuni și săruri de potasiu.
Regiunea munților Picos de Europa, Covadonga și Somiedo au fost declarate rezervații naturale, aici trăiesc animale în pericol de dispariție ca ursul brun (Ursus arctos), lupul (Canis lupus), acvila și vulturul pleșuv din familia Accipitridae.